# 호 (이름)
호(號)는 유교 문화권, 특히 중국이나 한국에서 본명이나 자 이외에 따로 지어 부르는 이름으로, 사람의 별칭이나 필명 또는 별호(別號)나 아호(雅號) 등을 가리킨다.

## 개요
호는 사람의 이름을 직접 부르는 것이 예의에 어긋난다고 여겼던 한자•유교 문화권에서, 사람들 사이에서 지위, 연소 고하를 막론하고 서로 허물 없이 부르기 위해 지었던 이름이다.
호는 종종 그 사람의 취미나 성격, 능력 등을 반영한다. 부모, 스승, 친우 등 남이 지어주는 경우도 있으나 스스로 짓는 경우도 많다.

## 호의 종류

### 별호
일반적으로 호라고 하면 별호(別號)를 가리킨다. 지은 사람의 개성이나 이름을 가지게 될 사람의 성품이나 직업, 취미, 특기를 반영하는 경우가 많다. 남이 지어주는 때도 있으나, 오늘날 대부분 자신이 직접 짓는다. 필명이나 별명도 별호로 볼 수 있다. 

### 아호
아호(雅號)는 별호 가운데 하나로서, 우아하게 부르는 호칭이다. 성호(星湖)나 다산(茶山) 등의 아호는 지역 이름에서 딴 것이고, 의암(義庵) 또는 경재(敬齋)등의 아호는 덕목에서 딴 것이다.

### 아명
아호(兒號)라고도 하며, 주로 어릴 때 정식 이름을 짓기 전에 집안에서 부모가 자식에게 사용하는 친근한 이름이다. 옛날에는 무병장수를 기원하는 의미에서 역설적으로 천한 의미의 이름으로 아명을 지었는데, 대한제국 고종의 아명은 개똥이, 황희의 아명은 도야지(돼지)였다. ‘개똥’을 ‘개동’(開東)으로 표기한 예에서 보이듯이 아명을 한자로 표기한 이름이 정식 이름으로 발전한 예도 있다.

### 택호
주로 여성에게 붙이며, 택호(宅號)란 성명 대신에 그 사람의 출신지 이름에 ‘댁’을 얹어 부르는 호칭을 말한다. 예를 들어 부산 출신에게는 부산댁, 대전 출신에게 대전댁 등으로 호칭하는 방식이다. 주로 결혼한 여성의 시집오기 전 친정의 지명에 붙여, 본명 대신에 부르는 통명으로 사용하였다. 현재도 대한민국의 촌락 지역에서 사용하고 있다. 
지명 외에 남편의 직업이나 직함(사장→사장댁, 김선생님→김선생님댁) 등에 붙이기도 하나, 엄밀히 말해 이는 택호는 아니다.

### 당호
당호(堂號)란 성명 대신에 그 사람이 머무는 거처의 이름으로써 인명을 대신하여 부르는 호칭이다. 예컨대 신사임당에서 “사임당”이나 여유당 정약용에서 “여유당”은 당호이다. 당호는 대부분 ‘-당’으로 끝나지만, 최한기의 당호 태연재(泰然齋)처럼 ‘거처’를 뜻하는 한자어(‘-재’)로 끝나며, 간혹 그러한 형식을 따르지 않더라도 ‘거처’의 이름이 당호로서 쓰인다.

### 군호와 제호
군호(君號)란 성명 대신에 그 사람이 받은 군의 작위로써 대신하여 부르는 호칭이다. 군호를 쓰는 사람은 왕자와 공신, 국구(왕의 장인, 곧 왕비의 아버지) 등이며, 조선에서는 왕도 군호로써 자칭하기도 했다. 예컨대 명나라와 청나라 사신에게 조선 왕이 왕자 시절의 군호로써 자칭하였다.
제호(帝號)는 황제의 칭호이며, 왕호(王號)와는 다르다. 왕호는 군주의 지위를 나타내는 칭호를 가리키며, 황제, 왕, 칸, 천황 등을 가리킨다. 한편 제호는 군주를 가리키는 칭호, 곧 시호와 묘호 등을 가리킨다. 명나라 만력제, 청나라 강희제 등도 제호 가운데 하나이다. 또한 왕비나 왕의 혈족 등의 시호도 제호 가운데 하나로 볼 수 있는데, 이는 그들의 지위가 군주에게서 비롯하기 때문이다. 

#### 시호
호 중에는 시호(諡號)가 있는데, 이 죽은 인물에게 국가에서 내리거나 올리는 특별한 이름이다. 시호는 동양의 봉건 왕조 국가에서 군주나 군주의 배우자, 군주 및 배우자의 친척, 국가에 큰 공을 세운 사람(공신), 고급 관료, 기타 국가적으로 명망을 쌓은 저명한 인물 등이 죽은 뒤에, 그들이 생전에 국가에 기여한 공적을 감안하여 그들의 공덕을 칭송하는 뜻에서 지어서 내리거나 올렸다. 유명한 시호로는 명성황후의 명성, 충무공 이순신의 충무 등이 있다.
국가에서 시호를 정하는 것이 원칙이나, 나라가 망하였거나 시대 상황이 맞지 않아 시호가 내려지지 않을 때는 저명한 학자나 문인, 친구들이 자발적으로 시호를 올려주는 경우도 있는데, 이를 사시(私諡)라고 한다.

#### 묘호
묘호(廟號)는 동양의 봉건 왕조 국가에서 황제 또는 국왕과 같은 군주에게만 붙인 명칭이다. 원래는 태묘(太廟, 또는 종묘)에서 군주의 위패를 모시고 제사를 지낼 때 사용되는 칭호로 태묘에서 제사를 지낼 만큼 특별한 업적이 있는 군주에게 붙여졌다. 조선 태조와 같이 건국 시조에게 붙이는 ‘태조’나 ‘세종’이 대표적이며, 후대의 왕이 신하들과 논의하여 선대의 왕에 대한 묘호를 “유공왈조 유덕왈종”(有功曰祖 有德曰宗) 또는 “입승왈조 계승왈종”(入承曰祖 繼承曰宗)과 같은 원칙에 따라 붙인다.
묘호는 원칙적으로 황제만이 가질 수 있었지만, 고려와 조선, 베트남 등의 국가는 중국의 입김을 받지 않을 수 없는 동아시아의 외교적 특수 상황 속에서도 불구하고 이러한 묘호를 사용하여 자주성을 대내에 표방하였다.

## 같이 보기
- 자
- 휘
- 한국의 성씨와 이름